# Live Concert (album Thomasa Andersa)
Live Concert – siódmy album niemieckiego piosenkarza Thomasa Andersa, wydany 15 stycznia 1997 roku. Jest to jego pierwszy album koncertowy. Składa się z coverów znanych utworów jazzowych.

## Lista utworów
| Nr | Tytuł utworu                                               | Długość |
| -- | ---------------------------------------------------------- | ------- |
| 1. | „Paradise Café”                                            | 4:58    |
| 2. | „Can't Teach My Old Heart New Tricks”                      | 4:06    |
| 3. | „Just Remember”                                            | 3:40    |
| 4. | „Fly Me To The Moon”                                       | 3:29    |
| 5. | „When October Goes”                                        | 5:16    |
| 6. | „How Do You Keep The Music Playing?” (oraz Lilly Thornton) | 5:19    |
| 7. | „Night And Day”                                            | 6:09    |
| 8. | „Beyond The Sea”                                           | 5:08    |
| 9. | „Moonlight In Vermont”                                     | 4:32    |
|    |                                                            | 42:37   |